# Olympische Sommerspiele 2020/Rudern – Achter (Männer)
Der Ruderachter der Männer bei den Olympischen Spielen 2020 in Tokio wurde vom 24. bis 30. Juli 2021 auf dem Sea Forest Waterway ausgetragen.

## Titelträger
| Olympiasieger | Großbritannien | Rio de Janeiro 2016 |
| Weltmeister   | Deutschland    | Ottensheim 2019     |

## Vorläufe
Samstag, 24. Juli 2021

### Vorlauf 1
| Platz | Bahn | Nation             | Athleten                                                                                      | Zeit (min) | Qualifikation |
| ----- | ---- | ------------------ | --------------------------------------------------------------------------------------------- | ---------- | ------------- |
| 1     | 1    | Deutschland        | Weißenfeld, Follert, Roggensack, Johannesen, Schneider, Jakschik, Schmidt, Ocik, Sauer (Stm.) | 5:28,95    | Finale        |
| 2     | 4    | Vereinigte Staaten | Davison, Best, Miklasevich, Hack, Richards, Mead, Harrity, Corrigan, Venonsky (Stm.)          | 5:30,57    | Hoffnungslauf |
| 3     | 2    | Rumänien           | Chioseaua, Lehaci, Radu, Bejan, Aicoboae, Adam, Arteni-Fîntînariu, Huc, Munteanu (Stm.)       | 5:39,84    | Hoffnungslauf |
| 4     | 3    | Australien         | Lavery, O’Brian, Booth, Keenan, Purnell, Masters, Dawson, Widdicombe, Sim (Stm.)              | 5:43,66    | Hoffnungslauf |

### Vorlauf 2
| Platz | Bahn | Nation         | Athleten                                                                                       | Zeit (min) | Qualifikation |
| ----- | ---- | -------------- | ---------------------------------------------------------------------------------------------- | ---------- | ------------- |
| 1     | 2    | Niederlande    | van den Ende, Knab, Tissen, van Dorp, Hurkmans, Schwarz, Versluis, Lücken, Eline Berger (Stf.) | 5:30,66    | Finale        |
| 2     | 1    | Neuseeland     | Mackintosh, Bond, Murray, Brake, Williamson, Wilson, Kirkham, Macdonald, Bosworth (Stm.)       | 5:32,11    | Hoffnungslauf |
| 3     | 3    | Großbritannien | Bugajski, Dawson, George, Sbihi, Elwes, Wynne-Griffith, Rudkin, Ford, Fieldman (Stm.)          | 5:34,40    | Hoffnungslauf |

## Hoffnungslauf
Mittwoch, 28. Juli 2021
| Platz | Bahn | Nation             | Athleten                                                                                 | Zeit (min) | Qualifikation |
| ----- | ---- | ------------------ | ---------------------------------------------------------------------------------------- | ---------- | ------------- |
| 1     | 3    | Neuseeland         | Mackintosh, Bond, Murray, Brake, Williamson, Wilson, Kirkham, Macdonald, Bosworth (Stm.) | 5:22,04    | Finale        |
| 2     | 4    | Großbritannien     | Bugajski, Dawson, George, Sbihi, Elwes, Wynne-Griffith, Rudkin, Ford, Fieldman (Stm.)    | 5:23,32    | Finale        |
| 3     | 2    | Vereinigte Staaten | Davison, Best, Miklasevich, Hack, Richards, Mead, Harrity, Corrigan, Venonsky (Stm.)     | 5:23,43    | Finale        |
| 4     | 5    | Australien         | Lavery, O’Brian, Booth, Keenan, Purnell, Masters, Dawson, Widdicombe, Sim (Stm.)         | 5:25,06    | Finale        |
| 5     | 1    | Rumänien           | Chioseaua, Lehaci, Radu, Bejan, Aicoboae, Adam, Arteni-Fîntînariu, Huc, Munteanu (Stm.)  | 5:27,14    | –             |

## Finale

### A-Finale
Freitag, 30. Juli 2021, 3:25 Uhr MESZ

Anmerkung: zur Ermittlung der Plätze 1 bis 6
| Platz | Bahn | Nation             | Athleten                                                                                       | Zeit (min) |
| ----- | ---- | ------------------ | ---------------------------------------------------------------------------------------------- | ---------- |
| 1     | 2    | Neuseeland         | Mackintosh, Bond, Murray, Brake, Williamson, Wilson, Kirkham, Macdonald, Bosworth (Stm.)       | 5:24,64    |
| 2     | 3    | Deutschland        | Weißenfeld, Follert, Roggensack, Johannesen, Schneider, Jakschik, Schmidt, Ocik, Sauer (Stm.)  | 5:25,60    |
| 3     | 5    | Großbritannien     | Bugajski, Dawson, George, Sbihi, Elwes, Wynne-Griffith, Rudkin, Ford, Fieldman (Stm.)          | 5:25,73    |
| 4     | 1    | Vereinigte Staaten | Davison, Best, Miklasevich, Hack, Richards, Mead, Harrity, Corrigan, Venonsky (Stm.)           | 5:26,75    |
| 5     | 4    | Niederlande        | van den Ende, Knab, Tissen, van Dorp, Hurkmans, Schwarz, Versluis, Lücken, Eline Berger (Stf.) | 5:27,96    |
| 6     | 6    | Australien         | Lavery, O’Brian, Booth, Keenan, Purnell, Masters, Dawson, Widdicombe, Sim (Stm.)               | 5:36,23    |

### Weiteres Klassement ohne Finals
| Platz | Nation   | Athleten                                                                                | Zeit (min) |
| ----- | -------- | --------------------------------------------------------------------------------------- | ---------- |
| 7     | Rumänien | Chioseaua, Lehaci, Radu, Bejan, Aicoboae, Adam, Arteni-Fîntînariu, Huc, Munteanu (Stm.) | –          |